# Dagur Kári
Dagur Kári (født 12. december 1973) er en islandsk filminstruktør. Han er født i Frankrig af islandske forældre. Familien flyttede tilbage til Island, da Dagur Kári var 3 år gammel. Han dimitterede fra Den Danske Filmskole i 1999 med afgangsfilmen Lost Weekend, der vandt 11 internationale filmpriser. Han er desuden medlem af electronicaduoen Slowblow.

## Filmografi
- Old Spice (1999)
- Lost Weekend (1999)
- Dramarama (2001)
- Noi the Albino (2003)
- Voksne mennesker (2005)
- The Good Heart (2009)
- Virgin Mountain (Fusi) (2014)

## Ekstern henvisning
- Dagur Kári på Internet Movie Database (engelsk)
- Dagur Kári på Filmdatabasen
- Dagur Kári på Filmdatabasen
- Dagur Kári på danskefilm.dk
- Dagur Kári på danskfilmogtv.dk
- Dagur Kári på Scope
- Dagur Kári på Svensk Filmdatabas (svensk)
- Dagur Kári på AlloCiné (fransk)
- Dagur Kári på AllMovie (engelsk)
- Dagur Kári på The Movie Database (engelsk)